# Josep Franch
Ne pas confondre avec Josep Franch Xargay.
Josep Franch de Pablo est un joueur professionnel espagnol de basket-ball né le 28 janvier 1991 à Badalone. Franch mesure 1,90 m et joue au poste de meneur.
Franch fait ses classes au centre de formation de la DKV Joventut de Badalona. À l'été 2007, il joue pour l'équipe nationale d'Espagne au championnat d'Europe des 16 ans et moins qui se déroule à Réthymnon, en Grèce. L'Espagne est battue en finale 56-55 par la Serbie. Franch marque 13,5 points, prend 4,1 rebonds et offre 4 passes décisives en moyenne par rencontre (3e meilleur passeur de la compétition).
Franch joue avec l'Espagne aux championnats d'Europe des 18 ans et moins en 2008 et 2009. L'équipe termine 5e dans ces deux championnats. En 2008, il marque 6,9 points et offre 2,3 passes décisives et en 2009, il est le 3e meilleur passeur de la compétition avec 4,2. Il rajoute 10,6 points et 3,6 rebonds.
Il intègre l'équipe professionnelle de la Penya qui joue en Liga ACB, la première division espagnole, à partir de la saison 2009-2010. À l'été 2010, il joue en sélection nationale au championnat d'Europe des 20 ans et moins en Croatie. L'Espagne obtient la médaille de bronze. Franch est le 4e meilleur passeur de la compétition avec 3,7 passes décisives en moyenne par rencontre. Il ajoute 13,2 points et 2,7 rebonds. Dans la foulée, il est présélectionné en équipe nationale senior en vue du championnat du monde 2010 mais n'est pas retenu dans la sélection finale.
Lors de la saison 2010-2011, Franch joue 34 rencontres en tant que remplaçant de Russell Robinson. Ses statistiques sont de 5,7 points, 1,8 passe décisive et une efficacité de 4,5 par rencontre.
Franch participe en juillet 2011 au championnat d'Europe des 20 ans et moins qui se déroule en Espagne. L'équipe espagnole est invaincue et remporte la compétition. Franch est le meilleur passeur du championnat avec 5,1 passes décisives par rencontre. Franch marque aussi 11 points en moyenne par rencontre.
En août 2011, il rejoint le CB Murcia. En août 2013, après les arrivées de Rodrigo San Miguel et Zoran Dragić au poste de meneur, il choisit de quitter Murcie pour rejoindre le CDB Séville où il signe un contrat d'un an.